# Super Sentai
Super Sentai (яп. スーパー戦隊シリーズ Су:па: сэнтаи сири:дзу) — японский телевизионный сериал, производится с 1975 года в жанре токусацу японскими компаниями Toei Company и Bandai. Транслируется по каналу TV Asahi.
Каждый год в рамках Super Sentai Show выпускается новый «сезон», который, по сути, представляет собой самостоятельный сериал, так как они почти не связаны друг с другом. Его стандартная длина — 48-52 серии, длительностью около 25 минут каждая. Трансляция начинается в январе-марте и продолжается до января-марта следующего года.
Стандартной завязкой сюжета каждого «сезона» является история о том, как группе обычно из пяти человек (реже из трёх) силой волшебства или супертехнологий была дарована возможность превращения в супергероев. С помощью специальных наручных или переносимых устройств («преобразователей») те могут превратиться в них, облачась в разноцветные боевые костюмы (полностью закрывающие тело) из спандекса (плотной синтетики).
В таковом виде герои сражаются с очередной группировкой злодеев (инопланетяне, демоны, различные мистические существа, злые киборги и т. д.), расстраивая их планы по покорению Земли. Классический сюжет серии повествует о том, как команда срывает очередной план злодеев и уничтожает их «недельного» монстра. Обычно затем он воскрешается и увеличивается до огромных размеров. Герои в ответ вызывают боевые мехи и собирают роботов, которыми монстр поражается окончательно.
Герои сражаются, используя супероружие (бластеры, лазеры и т.дл.) и навыки боевых искусств. Бои с монстрами красочно оформлены спецэффектами. Костюмы героев одного сезона строго однотипны. Каждый сезон команда оформлена в каком-то одном смысловом стиле, заимствуя из главной темы сезона черты в облике своих роботов, во внешнем виде костюмов и т. д. Темами могут быть динозавры, автомобили, звери, боевые искусства, ниндзя и другие.
В процессе развития сюжета к основной команде может присоединиться ещё один или несколько дополнительных героев, поменяться группировка врагов или появятся новые боевые роботы и другое.
Super Sentai лёг в основу американского сериала «Могучие рейнджеры», созданного компанией Saban, которая однажды отдала права на него компании Disney, а затем вернула их обратно. Ныне сериал принадлежит компании Hasbro, купившей все права на франшизу в 2018 году. Изначально первым сезоном считался «Battle Fever J» (1979), но когда состоялась премьера 19 сезона «Ohranger» (1995), «Горейнджеров» (1975—1977) и «J.A.K.Q.» (1977) внесли в список сезонов Super Sentai.
Сезон сэнтая «Dynaman» (1983) послужил основой для переработки его в 8-серийную пародийную комедию про супергероев с таким же названием — «Dynaman», где видеоряд из японского оригинала был переозвучен американцами в пародийном стиле. Примечательно, что некоторые предпосылки для этого у японцев уже имелись в оригинале. Последний был также в том же году показан в США, но никакого особенного эффекта не вызвал. Самое интересное, что переработкой и показом оригинала занималась компания Saban, которая занялась производством Power Rangers в 1993 году.
Особый пик популярности сериала пришёлся на 1980-е и 1990-е годы.

## История

### Сериалы Сётаро Исимори
До 70-х годов компания Toei, которая занималась производством телефильмов, переключались на производство сериалов-мелодрам, а также на производство аниме и токусацу — из-за снижения популярности полнометражных фильмов. В 1971 году в сотрудничестве Toei и Сётаро Исимори, известного автора манги, был создан сериал Kamen Rider, который имел огромный успех. В 1974 году Toei решили снять новый большой tokusatsu-сериал с большой долей экшна, для производства которого опять пригласили Сётаро Исимори. В новом проекте Исимори попытался реализовать свои ранние идеи для Наездника в Маске.
Начальный план его сюжета предусматривал смесь криминального триллера, драмы, фантастики и ужасов, где команда из нескольких суперагентов противостояла преступникам и монстрам. Но, как и в случае с Kamen Rider, начальная концепция претерпела серьёзные изменения с целью привлечь к сериалу юную аудиторию. Новый сюжет повествовал о том, как пять агентов правительственной оборонной организации «EAGLE» сражались с монстрами, которые подчинялись своему лидеру Чёрному Кресту. Сериал получил название Himitsu Sentai Goranger («Секретный Отряд — Горейнджеры») и стартовал на японском телевидении 5 апреля 1975 года. Goranger почти мгновенно занял верхние строчки телевизионных рейтингов. Имея 84 эпизода, он стал самым длинным сезоном в истории Сэнтая.
В мае 1977 года Исимори запустил проект со схожей концепцией под названием JAKQ Dengekitai. Его история повествовала о четырёх людей-киборгов в боевых костюмах, которые символизировали собой четыре масти карт и разные энергии природы (магнитную, атомную, электрическую, гравитационную). Новые герои сражались с группировкой преступников и киборгов «Крайм». Однако сериал не получил такого успеха, как Goranger, и JAKQ после 35 эпизодов в декабре 1977 года закрыли. В 1978-м был выпущен фильм «Goranger VS JAKQ», в котором герои двух сериалов были сведены вместе. Исимори, разочарованный Рейнджерами, вернулся к своему сериалу Kamen Rider, занявшись в 1979 году съемками нового сезона о Наезднике в Маске.

### Сотрудничество с Marvel
В конце 70-х годов Marvel искали возможности популяризировать своих героев в Азии, поэтому они предложили сотрудничество японцам из компании Toei. Первым опытом совместного творчества двух компаний стал японский вариант истории про Человека-паука — сериал Spider-Man (1978—1979). На волне его успеха Marvel совместно с Toei в конце 1978 года начинали работу над аналогичной адаптацией Капитана Америка, но по неизвестным причинам взгляды студий разошлись и проект закрыли. Наработки данного проекта были использованы в третьем сезоне Super Sentai с условием, что Marvel получит от этого дивиденды. История повествовала о том, как пять супергероев из разных стран (Япония, США, Франция, Кения и СССР) объединились для борьбы с так называемым Культом Эгос и его монстрами. В Battle Fever J впервые для Super Sentai появился гигантский робот. Кроме того, это был первый сезон, где из личного оружия членов команды формировалось «командное», особенно мощное оружие, которым руководили одновременно все Рейнджеры. Battle Fever J вышел на экраны в 1979 году и получил огромную популярность. Toei объявила Battle Fever J первым сезоном «Super Sentai». Первые два сезона — Goranger и JAKQ — изначально к «Super Sentai» не относились, но в 1990 году были добавлены к общей хронологии и нумерация сезонов приобрела современный вид.
Toei разработали продолжение — Denshi Sentai Denziman (1980-1981). Здесь Рейнджеры получили такие свои характерные черты, как трансформированного робота, закрытые шлемы и костюмы из синтетики, а также впервые стали официально именовать себя «Sentai» («отряд» или «спецсилы»). Сюжет рассказывал о людях, которые получили силы расы Дендзи, что была побеждена злым кланом Вадер 3000 лет назад, но спряталась на нашей планете.
«Super Sentai» стал главным проектом Toei после прерывания в начале 80-х годов Kamen Rider и частичной потере интереса к Metal Hero. После Denziman последовал ряд довольно однотипных сезонов, что впоследствии заставило создателей искать новые идеи.
Далее, в пятом сезоне Taiyo Sentai Sun Vulcan  (1981) почти сразу после победы над кланом Вадер, на Северном Полюсе объявляется новый враг — зловещая Империя Машин Черная Магма. На борьбу с ним подключается  Объединенная оборонная организация землян "E.P.D.S." ("Earth Peace Defense Squad").
В 6-м сезоне, Dai Sentai Goggle V  (1982) в пустынных скалистых районах Баварии, пытаясь найти следы древней друидской культуры, один учёный случайно обнаруживает в уединенном замке Вульфбург странную группировку, о существовании которой давно подозревал, и на следы деятельности которой не раз натыкался. Речь шла о странной организации, именующей себя Империя Смертотьма (Деаздарк). Да и в целом сезон пропитан темой древних цивилизаций.
В 7-м сезоне, Kagaku Sentai Dynaman  (1983) пятеро исследователей по пути в лабораторию случайно освобождают группу людей, которую захватила толпа очень странных и очень агрессивных существ, похожих на человекоподобных рептилий, с хвостами. Доложив об этом инциденте вскрывается что это подземная раса что вела свой род от инопланетных рептилий, прибывших в древности на Землю вместе с метеоритом. Побежденные древними людьми, рептилии ушли под землю и постепенно эволюционировали в хвостатых гуманоидов, тем самым положив начало Империи Зловолюция (Джачинка) и их планов об очищении Земли от людей. Dynaman стал первым сезоном, в котором использовались костюмы героев из спандекса, и в котором из составов костюмов убрали шарфы. В нем начали развиваться более сильные сюжетные элементы, и он был первым, у кого появился по-настоящему неоднозначный "темный герой", который прошел грань между героем и злодеем.
В 8-м сезоне, Choudenshi Bioman (1984) повествует о команде использующие силы с планеты Био для противостояния доктору Ману/Кагеяме Хидео, некогда человеком, а сейчас киборгом правящим Нео Империей Шестерни.
В 9-м сезоне Dengeki Sentai Changeman (1985). Основанный на существах из мифологии и сфокусированный на обученном военном батальоне, сражающемся с угрозой инопланетного вторжения. А именно Земные Силы Обороны, организация созданная на случай вторжения из космоса противостоят уничтожению своей планеты и её населения со стороны  Великой Звездной Лиги Гозма (по сути, очередной империей).
В 10-м сезоне Choushinsei Flashman (1986) Захваченные на Земле дети были отбиты у инопланетных охотников расой Флэш. Поскольку последние не знали, откуда эти дети, они доставили их в свою систему, и стали воспитывать освобожденных ими ребят на пяти разных планетах своей одноименной системы. Спустя долгие годы, они возвращаются на свою родную планету и сталкиваются с очередной империей, на этот раз с приставкой Месс.

### «Классический» Sentai
В 11-м сезоне, «Hikari Sentai Maskman» (1987) произошли изменения стандартов сериала: впервые появился робот, составленный из пяти автономных частей, а также была сделана первая попытка нарушения обязательного принципа о команде из трех или пяти членов (в этом сезоне их было шесть, но шестой появился только на одну серию). Сюжет рассказывает что Японии неожиданно появляются агенты довольно странного и зловещего сообщества под названием Империя Туб. Когда-то давно большая группа людей, также использующая силу Ауры (которая будет использоваться нынешним отрядом для их сдерживания), ушла в холодные глубины мира, где и решила жить, посчитав, что верхний мир слишком шумен и сложен для них, а в вечной холодной тьме подземелья им будет лучше. Теперь же они хотят захвата поверхности
В 12-м сезоне, «Choujuu Sentai Liveman» (1988), впервые с 1981 года команда стартовала с трёх человек. Во второй половине сезона было введено ещё два дополнительных рейнджера, а синий рейнджер впервые был женщиной. Сценарии многих эпизодов второй половины сезона были взяты с фанатских писем, а сам сюжет теперь значительно концентрировался на взаимоотношениях рейнджеров и антагонистов, многие из которых ранее были их друзьями. Этот сезон завершил историю Super Sentai периода Сёва. Сезон пропитан важностью Науки и то, что вместе с ней не стоит забывать и о не научной красоте.
В 13-м сезоне сериала — «Kousoku Sentai Turboranger», который начался в 1989 году, вернулись к схемам сезонов середины 80-х годов, но попытались осовременить их. Все рейнджеры здесь были старшеклассниками, а главной темой сезона стали автомобили. В названии впервые со времён первого сезона использовалась приставка «-ranger», а не «-man». Этот сезон дал старт истории Super Sentai периода Хэйсэй. В сюжете фигурируют монстры из нескольких десятков племён Бома, за 20000 лет до событий сезона, заточённые печатью людей и фей, и желающие отомстить. И в то же время показывается, что не все Бома плохие и могут жить в людском обществе
14-й сезон «Chikyuu Sentai Fiveman» имел свои мотивы боевых искусств, а каждый член команды был школьным учителем. Рейнджеры впервые были братьями и сёстрами. После окончания 14-го сезона, главный сценарист сериала Хироси Сода покинул Sentai, но его производство продолжилось.
Юбилейный 15-й сезон, «Chōjin Sentai Jetman», (1991), имел более жёсткий, чем обычно, сюжет. Тематикой сезона были выбраны птицы, а силы героев происходили от «птичьей энергии», которая помимо прочего позволяла летать. Напряжённое противостояние рейнджеров и врагов, одних врагов с другими, а также наличие множества драматических сцен, сложных характеров, и смерти Чёрного рейнджера в финале сезона, вернули сериалу высокие рейтинги. По данному сезону, в этом же году вышла одноимённая игра для приставки Famicom.
16-й по счёту сезон Super Sentai — «Kyōryū Sentai Zyuranger» (1992) был ориентирован на более детскую аудиторию, чем «Jetman». Истории сезона были наполнены невероятными сюжетами и переосмыслением известных западных сказок и мифических персонажей, а также имели много детских персонажей. Этот сезон заложил основу почти всех сезонов 90-х годов. Начиная с «Zyuranger», почти каждый сезон носил приставку «-ranger», вместо «-man», как в 80-х (исключение составляли Seijū Sentai Gingaman и Kyūkyū Sentai Gōgō Faibu). Кроме того, число различных роботов, дополнительных мехов и их комбинаций стало постепенно расти. Если в 80-е годы Sentai довольствовался одним роботом, а начиная с 1986 года — двумя или тремя формами, то теперь их было редко меньше 5-6.
Также в 90-е годы стали более объёмными прологи сезонов. Если раньше представление героев, врагов, их ботов занимали 1-2 эпизода, то теперь расширились до 4-8. После пролога следовал ряд подобных эпизодов для более детального ознакомления с характерами героев. С 15 по 20 эпизоды обычно появлялись новые герои или роботы. Затем опять следовал ряд однотипных эпизодов, и с 28 по 35 эпизоды представлялись новые роботы и враги, склоняя действие к финалу.
«Zyuranger» стал первым сезоном Сэнтая, который американская компания Saban адаптировала в сезон своего сериала — «Power Rangers» (Могучие Рейнджеры). Теперь каждый следующий сезон Сэнтая прямо или косвенно конвертировался в «Могучих Рейнджеров». По мотивам сериала, в 1992 году, также вышла одноимённая игра для Famicom.
«Gosei Sentai Dairanger» 1993 утвердил положение, что каждый следующий сезон Сэнтая должен иметь другое настроение, структуру сюжета и стилистику, чем предыдущий — так создатели стремились избежать стилистического застоя, который произошёл в 80-е годы. Для конкретно этого, это был мотивы боевых искусств и традиционных китайских мифологических существ, а также уникального стиля повествования, дающего подзаголовок каждому из членов команды. Кроме того, в 90-е годы вкусы зрителей стали меняться намного быстрее, чем раньше, и чтобы угодить им, приходилось постоянно меняться. Если в 80-е годы сезоны часто отличались разве что только внешним антуражем, то теперь разница между ними стала более заметной. Для достижения такого эффекта каждый новый сезон обычно поручался новой команде режиссёров и сценаристов, или, по крайней мере, её состав должен был сильно меняться ежегодно
«Ninja Sentai Kakuranger» вышел в эфир в 1994 году и имел мотив ниндзя, частично основанный на путешествии на Запад, не говоря уже о том что врагами выступили ёкаи. В серии был представлен первый робот-помощник из пяти частей. В качестве еще одной юбилейной серии, кроссовер супер Сентай мир был произведен с участием персонажей из Fiveman, Jetman, Zyuranger, Dairanger и Kakuranger. Многие элементы сериала, такие как дизайн мехов и экшн-сцены, были адаптированы в третьем сезоне Могучих рейнджеров, а сами рейнджеры-ниндзя были адаптированы в следующем мини-сериале "Могучие рейнджеры Морфина инопланетного".
Chouriki Sentai Ohranger (1995). Имел мотив передовых технологий древних цивилизаций и форм экстрасенсорных карт. Этот сериал считался юбилейным сезоном, приуроченным к 20-летию Gorenger.
Юбилейный сезон «Gekisou Sentai Carranger» стал новым полем для экспериментов. Центром сезона стали шутки, самопародия, ирония и юмор. Сезон «Carranger» стартовал в начале 1996 года, и нёс в себе много несерьёзных элементов, начиная с того, что главные герои представляли собой группу неудачников, ставших супергероями почти случайно, и сражались с пришельцами из клана Бозук, чьей главной целью было нарушение правил дорожного движения. Почти все герои, включая отрицательных, несли в себе иронию и пародию на «классических» Sentai злодеев и героев. Настолько необычный и смелый замысел сезона, однако, оправдался, и Каррейнджеры спасли рейтинги Сэнтаю, снова подняв их вверх. Сезон также утвердил в Сэнтае новый вид красного рейнджера. Если подавляющее большинство красных рейнджеров до этого обладали яркими лидерскими качествами, сильной харизмой и мощной волей, то теперь красный помолодел, стал очень эмоциональным и горячим, он брал не волей, умом и харизмой, а упрямством, верой и энтузиазмом.
21-й сезон — «Denji Sentai Megaranger», вышел на экраны в 1997 году. Он снова попытался омолодить команду, сделав всех основных рейнджеров школьниками, и введя в качестве основной темы новомодные компьютеры, интернет и электронные гаджеты вроде сотовых телефонов и цифровых фотоаппаратов, которые как раз появились на рынке Японии. Герои противостояли Королевству Ниджереджи, захватчикам из Пространства Искривления, до нападения которых готовились земные ученые, создав видеоигру, лучшие игроки которой должны были стать Мегарейнджерами.
Seijuu Sentai Gingaman 1998 включал мотив классических элементов, а также двух дополнительных роботов-комбинаторов в дополнение к основному роботу, используемому Гингаманом
Kyukyu Sentai GoGoFive 1999 года использовал тему экстренной помощи.  Как и Fiveman, все главные герои сериала были братьями и сестрами.
В начале 2000 года стартовал последний Sentai XX-го века — «Mirai Sentai Timeranger». В целом этот сезон эксплуатировал «классическую» форму сезона 90-х — пятичленная команда, затем дополненная шестым рейнджером, постепенное появление в сезоне новых роботов и других персонажей. Новинка на этот раз крылась в сюжете — Таймрейнджеры (четверо из пяти) были представителями Полиции Времени, и прибыли в Токио 2000 года с 3000 года вслед за преступниками Семьи Лондарз. Позже Таймрейнджеры столкнулись не только с мутантами и преступниками из будущего, но и с Тайм Пламенем (дополнительным Рейнджером сезона) и махинациями со временем своего руководства. Впервые на стороне Рейнджеров сражались рядовые пехотинцы, а Тайм Пламя имел красный цвет костюма, как и красный рейнджер. Также лидером отряда сначала был не красный, а розовый рейнджер. В итоге Таймрейнджеры по сюжету меняли «заранее определённое» будущее. Местами трагический сюжет сезона включал гибель Тайм Пламя, события сезона завязаны на теме времени и изменению хода истории и своей судьбы. Благодаря этому всему Таймрейнджеры стали новым популярным сезоном.
В период «Timeranger» Sentai подошёл к отметке в 25 лет своего существования и следующий сезон был юбилейным, 25-м. Он назывался «Hyakujuu Sentai Gaoranger» и стартовал в начале 2001 года. Сезон вновь воскресил идею Рейнджеров-зверей, то есть главной темой была природа и звери. Гаорейнджеры использовали магических животных, чтобы получить их силу и сразиться с Оргами — демонами загрязнения и разрушения Земли. Присутствовал традиционный шестой Рейнджер (Гао Серебряный) с очень сложной историей. Главной особенностью сезона стало большое число «звериных» мехов и роботов (всего более 20 комбинаций роботов), выполненных в отличной для 2001 года графике и по сюжету являвшихся живыми разумными существами.

### «Новый» Sentai
26-й сезон сериала — «Ninpu Sentai Hurricaneger», стартовал в начале 2002 года. Этот сериал явил собой начало нового, третьего периода Сэнтая, условно называемого «Новый» Sentai. Для этого периода были характерны как никогда глубокие и смелые эксперименты с идеей команды рейнджеров. Сюжет сезона «Ninpu Sentai Hurricaneger» повествует о том, как трое студентов секретной академии ниндзя, волей судьбы стали обладателями сил Харрикенджеров, для сражения с группировкой злых монстров и ниндзя Джаканджа из космоса. В наличии было повторное использование темы ниндзя, впервые применённое в «Kakuranger» (1994). Команда стартовала в этот раз из трёх человек. В процессе сезона к команде присоединились ещё два рейнджера, которые достаточно долго создавали свою мини-команду Гоурайджеров, действовшая в стороне, и имевшая нестандартные цвета (вишнёвый и тёмно-синий). Ещё позже появился шестой Рейнджер — Сюрикенджер (зелёный), который вообще не имел человеческого облика (при очередном появлении он маскировался под нового человека) и имел два режима своего костюма. В итоге Сюрикенджер стал одним из самых популярных дополнительных рейнджеров в истории Сэнтая.
В начале 2000-х годов в сериале возникли явления, которые многими фанатами стали восприниматься негативно. Через коммерциализацию Sentai в значительной степени зависел от рейтингов продаж игрушек «Bandai». Ранее такая зависимость была, но не настолько сильно выраженной. Причём у американского аналога Сэнтая — «Power Rangers», ситуация была аналогичной. Ещё одной причиной было стремление Toei отвечать очень динамичной японской поп-культуре, где новые веяния возникали и исчезали каждые 2-3 года. В большой степени через это значительно снизился возраст актёров. Если в 80-е годы он обычно составлял 25-27 лет, то теперь редко превышал 20-21 год, а средний порог был 18-19 лет. Немало снималось и несовершеннолетних (16-17 лет).
Ещё одним явлением, которое вызвало критику старых фанатов, стало засилье спецэффектов в противовес общему качеству сезонов. С другой стороны, зрелищность сериала резко возросла, а качество используемых эффектов обычно не вызывала нареканий.
Коммерциализация повлияла и на структуру эпизодов. Порой сюжеты эпизодов упрощалась, а двигателем сюжета становились получения нового меха или оружия. Рейнджеры практически перестали сражаться с солдатами злодеев в своём человеческом виде. Причина заключалась в том, что новые молодые актёры редко обладали для этого нужными физическими данными.
Кроме того, Sentai продолжал использование при боях выросших монстров и роботов не только компьютерные модели, но и людей в костюмах роботов и монстров, которые сражались среди моделей города. Все больше звучало критики фанатов в адрес этого устаревшего с технической точки зрения момента. С другой стороны, ряд фанатов считал его отличительной особенностью сериала.
В 2002 году у сериала появился свой официальный логотип, до этого сезоны формально не объединяли под единой эмблемой.
27-й сезон сериала — «Bakuryū Sentai Abaranger», стал вторым в тематике динозавров. По сюжету, новые Абарейнджеры противостоят группировке динозавроподобных мутантов, решил вернуть землю древним ящерам. Сами Абарейнджеры также использовали в качестве мехов биомеханических динозавров органического происхождения. В сезоне вновь была необычная команда рейнджеров: формально их было четверо (красный, синий, жёлтая и чёрный), но Аба Чёрный был нерегулярным участником, действуя не в каждой серии. А ближе к середине появился пятый, белый рейнджер — Аба Киллер, который был первым в истории сериала злым дополнительным рейнджером. Ранее дополнительные рейнджеры уже появлялись как злодеи, но как правило быстро переходили на сторону добра, а Аба Киллер весь сезон абсолютно сознательно был врагом Абарейнджеров, лишь в финальной серии перейдя на их сторону и отдав за это жизнь.
28-й сезон «Tokusō Sentai Dekaranger» фактически не имел стандартного для Сэнтая группировки врагов, которые посылают «недельных» монстров в город — главный злодей сезона, галактический преступник Агент Абрера действовал без помощников, появлялся эпизодически, и только под конец сезона. Кроме того, «Dekaranger» не имел сквозного сюжета, его действие по сути представляло собой ряд локальных историй из жизни космических полицейских. В сюжетах массово присутствовали элементы из почти всех известных детективных и полицейских лент, особенно гонконгского жанра. Наставником команды был инопланетный командор Догги Крюгер, человекоподобный пёс, который также был одним из дополнительных рейнджеров. Этот факт (наставник-нечеловек и к тому же дополнительный рейнджер) появился впервые в сериале.
В 29-м сезоне, «Mahou Sentai Magiranger» (2005) главной темой была выбрана магия. Сюжет вращался вокруг пяти детей (три брата и две сестры) семьи волшебников Озу, которые получили от своей матери магические силы для превращения в Маджирейнджеров, и должны были противостоять тёмным магам с подземной страны Инферсии (или Инфершии), а попутно отыскать следы своих пропавших отца и матери. Сезон, особенно его вторая половина, был наполнен эмоциональными историями о верности семье, к своим родственникам, к своему слову и чувству долга, а также проявления храбрости. Рейнджеры сами превращались в свои мехи, Маджини, и затем складывали из них робота (Тот же прием был ранее использован в сериале «Ниндзя отряд Какурейнджеры», где рейнджеры могли превращаться в Гигантских Джушо и сформировывать Мутеки Сегуна). Также в сезоне уже традиционно было больше одного дополнительного рейнджера — кроме шестого (Маджи Шайн), в сезоне эпизодично действовали ещё двое рейнджеров и большую часть сезона на врагов работал Волкшебник (Wolzard), который близко подходил под определение рейнджера.
Юбилейный 30-й сезон «GoGo Sentai Boukenger» был первым, который транслировался на цифровом телевидении и с использованием широкоформатного изображения 16:10. Кроме того, здесь ярко проявились некоторые черты коммерции Сэнтая, например, все женские роли в этом сезоне выполнялись поп — и модель-идолами разных направлений. Для спасения рейтингов в «Toei» прибегли к инструменту, который уже спас их в 90-е годы — юмор. В отличие от предыдущих сезонов, в Букенджере представлено несколько групп слабо связанных антагонистов вместо обычной одной всеобъемлющей группы антагонистов.
31-й сезон Juken Sentai Gekiranger вышел в эфир в 2007 году и использовал тему китайских боевых искусств, смешанных с приёмами и особенностями животных. Вместо роботов мехи Гекирангера являются проявлениями Ки героев. Гекирейнджеры также уникальны тем, что история также сосредоточена на двух основных антагонистах шоу, превратившихся в антигероев, и представила первого нового цветного героя (фиолетового) за десять лет.
32-й сезон «Engine Sentai Go-Onger» повторял тему, уже опробованную в «Carranger» (1996), это были автомобили и юмор. Сюжет рассказывал зрителям о Го-Онжеров, которые использовали «машинную» силу Энджинов, умных автомобилей из Машинного Мира и сражались с Гайарк, организацией роботов, которые стремятся загрязнить Землю. Юмор достигался прежде всего за счёт несерьёзного вида монстров (например, монстр в виде душа с глазами). Также в сезоне отсутствуют трагические моменты, чего нельзя сказать об адаптации. «Недельные» планы врагов напоминали планы таких же врагов начале 80-х с их несерьёзными и порой абсурдными замыслами (убедить людей никогда не выбрасывать мусор, или поместить всех людей в мир с горячими банями).
33 сезон Samurai Sentai Shinkenger сочетал в себе самурайский мотив с другими аспектами японской культуры. Как и Go-Onger до этого, сингл с его тематической песней также занял высокое место в Oricon, достигнув 4-го места в ежедневных чартах в день релиза и достигнув 6-го места в еженедельных чартах в первую неделю выпуска. В "Шинкенджере" был показан первый кроссовер с сериалом "Kamen Rider", который транслировался одновременно с "Декадой Камен Райдера". В нем также представлена первая женщина-красный рейнджер, представленная ближе к концу серии.
34 сезон Tensou Sentai Goseiger воплощал в себе тему ангелов и карточных игр. Серия напрямую связана с аркадной игрой Super Sentai Battle: Dice-O; главные герои используют вариации карт, представленных в игре, для выполнения таких действий, как трансформация, призыв оружия и мехов, а также задействование различных сил стихий. В сериале одна за другой появлялись различные группы антагонистов, но у всех был один общий персонаж (Буредоран/Бураджира).
Юбилейный 35-й сезон «Kaizoku Sentai Gokaiger» отличился кроссовером со всеми предыдущими командами рейнджеров. Его сюжет вращался вокруг того, как все рейнджеры объединились для борьбы с космической империей Зангьяк и временно победили её, но в результате потеряли свою силу. Космические пираты Гокайджеры в поисках «величайшего сокровища в галактике» прибывают на Землю, где показывают свою возможность превращаться в предыдущие команды. В течение сезона пираты борются с Зангьяком, параллельно ища способ вернуть другим рейнджерам утраченные силы.
36-й сезон «Tokumei Sentai Go-Busters» вернулся к более серьёзному настроению и получил запутанный сюжет. Костюмы рейнджеров, их оружие и особенно мехи получили реалистичный дизайн. Сами костюмы состояли из искусственной кожи и металлических частей. С этим фактом связан и кроссовер с героями «Metal Hero» — франшизы, которая прекратила существование ещё в 90-е. В команду также входили, хоть и не являясь рейнджерами, роботы-помощники Баддилоиды. Сезон имел и долю юмора, например, красный рейнджер панически боялся кур. В «Go-Buster» вражеские боевые машины назывались Мегазордами, как в «Могучих Рейнджерах» наоборот, дружеские. Кроме того превращение сопровождалось фразой оттуда же: «it’s morphing time!».
Параллельно с этим сезоном идет «Hikonin Sentai Akibaranger» — неофициальный Sentai, пропагандирующий культуру отаку. Сюжет завязан на приключении троицы, героев сражающихся в своих иллюзиях, но постепенно они выбираются в реальный мир. К концу первого сезона происходит неожиданный поворот, и главные герои ломают четвертую стену и осознают, что находятся в телесериале. После чего хотят победить истинного врага режиссёра Хатто Сабурро, который пытается закрыть их сериал.
В следующем сезоне «Zyuden Sentai Kyoryuger» (2013) вернулись к «игрушечному» дизайну. Тема сезона описывалась как «динозавры плюс карнавал». Тема динозавров использовалась уже в третий раз. Также это второй сезон после «Dengeki Sentai Chenjiman», где не было жёлтого рейнджера и единственный сезон на тему динозавров, где трицератопс принадлежал розовому рейнджеру (во всех остальных сезонах на тему динозавров — синему, в том числе и в более позднем Kishiryu Sentai Ryusoulger). Сюжет был равномерно распределён между эпизодами, чтобы не допустить появления «проходных» эпизодов. Наставник команды, Верховный парагон Торин, впервые был бывшим злодеем и снова нечеловеком (человекоподобный птиц). Кроме этого, одним из рейнджеров нестандартного цвета (Кёрю Циановый) был персонаж-викинг, которого играл канадец Роберт Балдвин. Злодеи из Легиона Дебосса черпали силу из человеческих эмоций, причем часто положительных. Так, были монстры, которые исполняли желания, готовили сладости или устраивали поиски сокровищ, правда, потом их «добрые дела» оборачивались своей тёмной стороной. Превращение в этом сезоне оказалось едва ли не самым сложным за всю историю — преобразование требовало использования специальных Звериных батарей и исполнения короткого танца.
38-й сезон «Ressha Sentai ToQger» (2014) получил тематику, которой ещё не было в Сэнтае — поезда. Железнодорожный транспорт применялся в качестве боевых машин и раньше (Grand Liner в Kyuukyuu Sentai GoGo V, Travelion в Mahou Sentai Magiranger, Kishamoth, T-line и K-line в Engine Sentai Go-Onger, Gosei Snake в Tensou Sentai Goseiger) и позже (Byunmaru в Shuriken Sentai Ninninger, X Train Silver and X Train Gold в Kaitou Sentai Lupinranger VS Keisatsu Sentai Patranger, а также Mashin Express Zabyun и Mashin Jouki в Mashin Sentai Kiramager), но полностью железнодорожной тематики ещё не было. Рейнджеры получили возможность обмениваться своими цветами, передавая друг другу силы. Антагонистами выступала группировка Тёмная Линия, которая использовала «тёмную сторону» человеческого воображения. Этот сезон отошёл от штампа, что монстры нападают всегда на тот же город. Они, как и рейнджеры, путешествовали по железной дороге от станции к станции. В одном из эпизодов состоялся кроссовер с героями Kamen Rider Gaim, когда рейнджеры прибыли в город Заваме.
39-й сезон «Shuriken Sentai Ninninger» (2015) стал очередным сезоном о ниндзя. По сюжету, после смерти последнего ниндзя в наш мир прорываются ёкаи под руководством ужасающего военачальника периода Сэнгоку — Кибаони Генгецу, противостоять им оказываются способны только ученики Додзё Нинджюцу.
Юбилейный 40-й сезон «Doubutsu Sentai Zyuohger» (2016) вернул «звериную» тему. По сюжету, учёные нашего мира совершили ошибку и им предстоит сотрудничать с людьми-зверями из другой галактики. В седьмом эпизоде состоялся кроссовер с главным героем Kamen Rider Ghost, когда Джюоджеры боролись против Шиоманекинга, одного из сторонников Шокера, появившегося изниоткуда. В 28-м и 29-м эпизодах, в честь 40-й годовщины Super Sentai и его 2000-го эпизода, состоялся кроссовер с героями «Kaizoku Sentai Gokaiger», когда Гокайджеры искали величайший царский символ Земли Зверей, но позже объединились с Джюоджерами, чтобы противостоять Бангрею и злодеям, которые пали от рук Шинкеджеров, Госейджеров, Гокайджеров, Го-Бастеров, Кёрюджеров, Токкюджеров и Ниннинджеров, но были возрождены Бангреем и объединены под его началом.
41-й сезон «Uchu Sentai Kyuranger» (2017) стал первым сезоном на «космическую» тему. Впервые вместо пяти основных Рейнджеров — сразу девять, а зелёный рейнджер впервые был девушкой. Так же это второй сезон после «Zyuden Sentai Kyoryuger», где был голубой рейнджер (после Кёрю Цианового из «Zyuden Sentai Kyoryuger») и пока единственный сезон, в котором были применены сразу все цвета рейнджеров (кроме серого из «Zyuden Sentai Kyoryuger»), применявшиеся до этого в разных сезонах. По сюжету, Космический Сёгунат Ужасной Материи покорил Землю и все 88 созвездий, из которых состоит Вселенная и правит ею железным кулаком. Но надежда осталась, так как существовала одна легенда: когда Вселенная попадёт в руки бессердечных и будет слышен людской крик о помощи, явятся девять совершенных спасителей, избранных Кю-сферами созвездий, которые спасут Вселенную. В 7-м эпизоде, в преддверии фильма-кроссовера Kamen Rider × Super Sentai: Chou Super Hero Taisen, состоялся кроссовер с главным героем Kamen Rider Ex-Aid, когда рейнджеры боролись с Дайканом Ужасной Материи Тумэ и Космическим Икадьяволом, появившимся изниоткуда. В 18-м эпизоде, доказавшем, что сюжет сериала происходит во Вселенной, не являющейся основной Super Sentai, состоялся кроссовер с главными героями «Uchuu Keiji Gavan» и «Tokusou Sentai Dekaranger», когда Кюрейнджеры преследовали ассасина Ужасной Материи Мадакко, укравшей Кю-сферу Компаса, и настигли её в основном измерении Super Sentai, на планете Земля, где и произошла встреча с Гаваном и Декарейнджерами.
42-й сезон «Kaitou Sentai Lupinranger VS Keisatsu Sentai Patranger» (2018) стал сезоном на тему «полицейские и воры», сосредоточившей внимание на двух конкурирующих командах Super Sentai: одна является полицией, а другая — группой воров-джентльменов. Согласно сюжету, на протяжении всей своей жизни, легендарный джентльмен-вор Арсен Люпен собрал обширную коллекцию опасных предметов, известных как «Коллекция Люпена», способных изменить мир. Когда эта коллекция была украдена межпространственными захватчиками, известными как Ганглеры, две команды отправились бороться за неё. Команда воров — Люпенрейнджеры, которые желают жить во имя Люпена, нацелены украсть коллекцию у Ганглеров. А Полицейский Отряд — Патрейнджеры, которые надеются на восстановление справедливости, нацелены на отвоевание коллекции и уничтожение Ганглеров. В сериале впервые соединяются не только мехи, но и половина рейнджеров (Патрейнджеры), сливаясь воедино, а командир остальной половины (Люпенрейнджеры) получает возможность создавать 2 копии себя. Также примечателен состав обеих команд: Красный, Синий и Жёлтая у Люпенрейнджеров и Красный, Зелёный и Розовая у Патрейнджеров, и то, что дополнительный рейнджер — двойной агент, способный быть как Люпенрейнджером (серебряным), так и Патрейнджером (золотым) и имеющий боевого робота, обладающего двумя режимами и способного объединяться со всеми остальными боевыми машинами, включая дополнительные. Это был последний сезон, транслируемый в период Хэйсэй.
43-й сезон «Kishiryu Sentai Ryusoulger» (2019) стал четвёртым сезоном на тему динозавров, дополненную рыцарской темой, третьим сезоном, где не было жёлтого рейнджера, вторым сезоном после Kyōryū Sentai Jūrenjā, где среди боевых машин рейнджеров кроме динозавров был саблезубый тигр, а также вторым после Uchu Sentai Kyuranger, где присутствует рейнджер нестандартного цвета Рюсоул Браун, носящий коричневые доспехи, и первым, где среди боевых машин не было Брахиозавра. По сюжету, 65 миллионов лет назад, когда племя Друидон стремились захватить власть над миром, рыцари племени Рюсоул были выбраны в качестве Рюсоулджеров, чтобы противостоять этой угрозе. Метеор упал на землю и приблизил эру динозавров к концу. Эти избранные рыцари решили спокойно прожить остаток своей жизни на Земле. Готовясь к возвращению этого врага, динозавры с огромной силой уснули в храме. В настоящее время племя Друидонов вернулось на Землю, продвигая своё зло к пределам Вселенной, не зная, что Рюсоулджеры пробудились, чтобы противостоять им. Этот сезон дал старт истории Super Sentai периода Рэйва.
44-й сезон «Mashin Sentai Kiramager» (2020) стал сезоном на тему гениев и драгоценных камней, дополненных темой машин. Также это второй сезон, где зелёный рейнджер — девушка. По сюжету, принцесса планеты Кристаллия, Мабушина, сбежала на Землю с Кирамей-Камнями, чтобы найти людей с сильным «сияющим духом», иначе известными как Кираментали, и сделать их Кирамейджерами — командой воителей, способных противостоять угрозе со стороны Йодонхейма, имперской армии Тьмы, которая захватила её родину и избрала следующей целью Землю, чтобы лишить её сияния и надежды на светлое будущее.
Юбилейный 45-й сезон «Kikai Sentai Zenkaiger» (2021) стал сезоном на тему роботов и механических устройств, которым посвящена 45-я годовщина Super Sentai, основанных на прошлых командах и их роботах. Это третий сезон, где Рейнджеры сами превращаются в свои мехи. Также это первый сезон, где объединение в боевых роботов происходит по оси симметрии. По сюжету, месяц назад странное явление внезапно слило человеческий мир с параллельным миром Кикайтопия. Несмотря на это жители обоих миров, люди и кикайноиды, быстро ужились и мирно жили вместе. Однако нашлись те, кто угрожал их жизни — злые правители Кикайтопии, династия Тоджитенд, которые стремятся завоевать все параллельные миры. Чтобы противостоять этой новой угрозе, храбрый и энергичный молодой человек по имени Кайто Госикида унаследовал силы всех предыдущих Super Sentai. Превратившись в Зенкайзера, он объединяет усилия с кикайноидами Зюраном, Гаоном, Маджин и Врумом, чтобы, как Зенкайджеры, защитить мультивселенную от Тоджитенда, а также найти пропавших без вести родителей Кайто.
46-й сезон «Avataro Sentai Donbrothers» (2022) стал сезоном на тему легенды о Момотаро, видеоигр и виртуальной реальности, так же это первый сезон, где розовый рейнджер — мужчина. По сюжету, пятеро героев сражаются с Они, демонами, рождёнными из человеческих желаний, и демонической организацией Ното, поддерживающей их. Когда старшеклассница и мангака Харука Кито обретает загадочные силы, что стоило ей репутации, Джин Момои советует ей найти его сына, Таро Момои, и поклясться ему в верности, чтобы вернуть то, что она потеряла.

## Обзор сезонов
Ниже представлен список сезонов сериала Super Sentai.
| №          | Название                                         | Название                                              | Название                                                                | Эпизоды    | Премьерный показ | Премьерный показ | Адаптация в Могучих рейнджерах                                                                                                   |
| №          | Японское                                         | Транскрипция                                          | Русское                                                                 | Эпизоды    | Премьера сезона  | Финал сезона     | Адаптация в Могучих рейнджерах                                                                                                   |
| Эра Сёва   | Эра Сёва                                         | Эра Сёва                                              | Эра Сёва                                                                | Эра Сёва   | Эра Сёва         | Эра Сёва         | Эра Сёва |
| ---------- | ------------------------------------------------ | ----------------------------------------------------- | ----------------------------------------------------------------------- | ---------- | ---------------- | ---------------- | --- |
| 1          | 秘密戦隊ゴレンジャー                             | Himitsu Sentai Gorenjā                                | Секретный Отряд — Горейнджеры                                           | 84         | 5 апреля 1975    | 26 марта 1977    | — |
| 2          | ジャッカー電撃隊                                 | Jakkā Dengekitai                                      | Джакка — Отряд Блицкрига                                                | 35         | 9 апреля 1977    | 24 декабря 1977  | — |
| 3          | バトルフィーバーJ                                | Batoru Fībā Jei                                       | Боевой Жар Джей                                                         | 52         | 3 февраля 1979   | 26 января 1980   | — |
| 4          | 電子戦隊デンジマン                               | Denshi Sentai Denjiman                                | Электронный Отряд — Дендзимены                                          | 51         | 2 февраля 1980   | 31 января 1981   | — |
| 5          | 太陽戦隊サンバルカン                             | Taiyō Sentai San Barukan                              | Солнечный Отряд — Сан Вулкан                                            | 50         | 7 февраля 1981   | 30 января 1982   | — |
| 6          | 大戦隊ゴーグルファイブ                           | Dai Sentai Gōguru Faibu                               | Великий Отряд — Гогл Файв                                               | 50         | 6 февраля 1982   | 20 января 1983   | — |
| 7          | 科学戦隊ダイナマン                               | Kagaku Sentai Dainaman                                | Научный Отряд — Дайнамены                                               | 51         | 5 февраля 1983   | 28 января 1984   | — |
| 8          | 超電子バイオマン                                 | Chōdenshi Baioman                                     | Супер Электронные — Байомены                                            | 51         | 4 февраля 1984   | 26 января 1985   | — |
| 9          | 電撃戦隊チェンジマン                             | Dengeki Sentai Chenjiman                              | Отряд Блицкрига — Ченджмены                                             | 55         | 2 февраля 1985   | 22 февраля 1986  | — |
| 10         | 超新星フラッシュマン                             | Chōshinsei Furasshuman                                | Сверхнова — Флашмены                                                    | 50         | 1 марта 1986     | 21 февраля 1987  | — |
| 11         | 光戦隊マスクマン                                 | Hikari Sentai Masukuman                               | Отряд Света — Маскмены                                                  | 51         | 28 февраля 1987  | 20 февраля 1988  | — |
| 12         | 超獣戦隊ライブマン                               | Chōjū Sentai Raibuman                                 | Отряд Супер-зверей — Лайвмены                                           | 49         | 27 февраля 1988  | 18 февраля 1989  | — |
| Эра Хэйсэй |                                                  |                                                       |                                                                         |            |                  |                  | |
| 13         | 高速戦隊ターボレンジャー                         | Kosoku Sentai Tāborenjā                               | Высокоскоростной Отряд — Турборейнджеры                                 | 50 + 1 сп. | 4 марта 1989     | 23 февраля 1990  | — |
| 14         | 地球戦隊ファイブマン                             | Chikyū Sentai Faibuman                                | Земной Отряд — Файвмены                                                 | 48         | 2 марта 1990     | 8 февраля 1991   | — |
| 15         | 鳥人戦隊ジェットマン                             | Chōjin Sentai Jettoman                                | Отряд Людей-птиц — Джетмены                                             | 51         | 15 февраля 1991  | 14 февраля 1992  | — |
| 16         | 恐竜戦隊ジュウレンジャー                         | Kyōryū Sentai Jūrenjā                                 | Отряд Динозавров — Зюрейнджеры                                          | 50         | 21 февраля 1992  | 12 февраля 1993  | Могучие Рейнджеры (сезон 1) Могучие Рейнджеры (новая версия) Могучие морфы: Рейнджеры силы Могучие Рейнджеры: Однажды и навсегда |
| 17         | 五星戦隊ダイレンジャー                           | Gosei Sentai Dairenjā                                 | Отряд Пяти звезд — Дайрейнджеры                                         | 50         | 19 февраля 1993  | 11 февраля 1994  | Могучие Рейнджеры (сезон 2) Могучие морфы: Рейнджеры силы                                                                        |
| 18         | 忍者戦隊カクレンジャー                           | Ninja Sentai Kakurenjā                                | Отряд Ниндзя — Какурейнджеры                                            | 53         | 18 февраля 1994  | 24 февраля 1995  | Могучие Рейнджеры (сезон 3) Морские рейнджеры с планеты Аквитар Могучие морфы: Рейнджеры силы                                    |
| 19         | 超力戦隊オーレンジャー                           | Chōriki Sentai Ōrenjā                                 | Отряд Супер Энергии — О-Рейнджеры                                       | 48         | 3 марта 1995     | 23 февраля 1996  | Могучие рейнджеры: Зео |
| 20         | 激走戦隊カーレンジャー                           | Gekisō Sentai Kārenjā                                 | Гоночный Отряд — Кар Рейнджеры                                          | 48         | 1 марта 1996     | 7 февраля 1997   | Турборейнджеры Могучие рейнджеры: Турбо                                                                                          |
| 21         | 電磁戦隊メガレンジャー                           | Denji Sentai Megarenjā                                | Электромагнитный Отряд — Мегарейнджеры                                  | 51         | 14 февраля 1997  | 15 февраля 1998  | Могучие рейнджеры: В космосе |
| 22         | 星獣戦隊ギンガマン                               | Seijū Sentai Gingaman                                 | Отряд Звёздных Зверей — Гингаманы                                       | 50         | 22 февраля 1998  | 14 февраля 1999  | Могучие рейнджеры: Потерянная галактика                                                                                          |
| 23         | 救急戦隊ゴーゴーファイブ                         | Kyūkyū Sentai Gōgō Faibu                              | Спасательный Отряд — Гого Файв                                          | 50         | 21 февраля 1999  | 6 февраля 2000   | Могучие Рейнджеры: Успеть на помощь                                                                                              |
| 24         | 未来戦隊タイムレンジャー                         | Mirai Sentai Taimurenjā                               | Отряд Будущего — Таймрейнджеры                                          | 51         | 13 февраля 2000  | 11 февраля 2001  | Могучие Рейнджеры: Патруль времени                                                                                               |
| 25         | 百獣戦隊ガオレンジャー                           | Hyakujū Sentai Gaorenjā                               | Отряд Ста зверей — Гаорейнджеры                                         | 51         | 18 февраля 2001  | 10 февраля 2002  | Могучие Рейнджеры: Дикий мир |
| 26         | 忍風戦隊ハリケンジャー                           | Ninpū Sentai Harikenjā                                | Отряд Ниндзя Искусства — Харрикенджеры                                  | 51         | 17 февраля 2002  | 9 февраля 2003   | Могучие рейнджеры: Ниндзя Шторм                                                                                                  |
| 27         | 爆竜戦隊アバレンジャー                           | Bakuryū Sentai Abarenjā                               | Отряд Яростных Динозавров — Абарейнджеры                                | 50         | 16 февраля 2003  | 8 февраля 2004   | Могучие рейнджеры: Дино Гром |
| 28         | 特捜戦隊デカレンジャー                           | Tokusō Sentai Dekarenjā                               | Специальный Отряд Расследования — Декарейнджеры                         | 50         | 15 февраля 2004  | 6 февраля 2005   | Могучие рейнджеры: Космический патруль «Дельта»                                                                                  |
| 29         | 魔法戦隊マジレンジャー                           | Mahō Sentai Majirenjā                                 | Магический Отряд — Маджирейнджеры                                       | 49         | 13 февраля 2005  | 12 февраля 2006  | Могучие рейнджеры: Мистическая сила                                                                                              |
| 30         | 轟轟戦隊ボウケンジャー                           | Gōgō Sentai Bōkenjā                                   | Отряд Искателей Приключений — Боукенджеры                               | 49         | 19 февраля 2006  | 11 февраля 2007  | Могучие рейнджеры: Операция «Овердрайв»                                                                                          |
| 31         | 獣拳戦隊ゲキレンジャー                           | Jūken Sentai Gekirenjā                                | Отряд Звериного стиля — Гекирейнджеры                                   | 49         | 18 февраля 2007  | 10 февраля 2008  | Могучие рейнджеры: Ярость джунглей                                                                                               |
| 32         | 炎神戦隊ゴーオンジャー                           | Enjin Sentai Gō-onjā                                  | Отряд Двигателей — Го-онджеры                                           | 50         | 17 февраля 2008  | 8 февраля 2009   | Могучие рейнджеры: RPM |
| 33         | 侍戦隊シンケンジャー                             | Samurai Sentai Shinkenjā                              | Отряд Самураев — Шинкенджеры                                            | 49         | 15 февраля 2009  | 7 февраля 2010   | Могучие рейнджеры: Самураи Могучие Рейнджеры: Супер Самураи                                                                      |
| 34         | 天装戦隊ゴセイジャー                             | Tensō Sentai Goseijā                                  | Небесный Отряд — Госейджеры                                             | 50         | 14 февраля 2010  | 6 февраля 2011   | Могучие рейнджеры: Мегафорс |
| 35         | 海賊戦隊ゴーカイジャー                           | Kaizoku Sentai Gokaijā                                | Отряд пиратов — Гокайджеры                                              | 51         | 13 февраля 2011  | 18 февраля 2012  | Могучие Рейнджеры: Супер Мегафорс                                                                                                |
| 36         | 特命戦隊ゴーバスターズ                           | Tokumei Sentai Gōbasutāzu                             | Специальный Отряд — Го-Бастеры                                          | 50         | 26 февраля 2012  | 10 февраля 2013  | Могучие Рейнджеры: Звероморферы                                                                                                  |
| 37         | 獣電戦隊キョウリュウジャー                       | Jūden Sentai Kyōryūjā                                 | Отряд Электрозавров — Кёрюджеры                                         | 48         | 17 февраля 2013  | 9 февраля 2014   | Могучие Рейнджеры: Дино Заряд Могучие Рейнджеры: Супер Дино Заряд                                                                |
| 38         | 烈車戦隊トッキュウジャー                         | Ressha Sentai Tokkyūjā                                | Железнодорожный Отряд — Токкюджеры                                      | 47         | 16 февраля 2014  | 15 февраля 2015  | — |
| 39         | 手裏剣戦隊ニンニンジャー                         | Shuriken Sentai Ninninjā                              | Сюрикэнный Отряд — Нининджеры                                           | 47         | 22 февраля 2015  | 7 февраля 2016   | Могучие Рейнджеры: Сталь Ниндзя Могучие Рейнджеры: Супер Сталь Ниндзя                                                            |
| 40         | 動物戦隊ジュウオウジャー                         | Dōbutsu Sentai Jūōjā                                  | Звериный Отряд — Зюоджеры                                               | 48         | 14 февраля 2016  | 5 февраля 2017   | — |
| 41         | 宇宙戦隊キュウレンジャー                         | Uchū Sentai Kyūrenjā                                  | Космический Отряд — Кюрейнджеры                                         | 48         | 12 февраля 2017  | 4 февраля 2018   | Могучие Рейнджеры: Космическая Ярость                                                                                            |
| 42         | 快盗戦隊ルパンレンジャー VS 警察戦隊パトレンジャ | Kaitō Sentai Rupanrenjā VS Keisatsu Sentai Patorenjā  | Отряд воров — Люпенрейнджеры против Полицейского отряда — Патрейнджеров | 51         | 11 февраля 2018  | 10 февраля 2019  | — |
| —          | 4週連続スペシャル スーパー戦隊最強バトル!!       | Yon-shū Renzoku Supesharu Sūpā Sentai Saikyō Batoru!! | Крупнейшее сражение Super Sentai                                        | 4          | 17 февраля 2019  | 10 марта 2019    | — |
| 43         | 騎士竜戦隊リュウソウジャ                         | Kishiryū Sentai Ryūsōjā                               | Отряд Дино-Рыцарей — Рюсоулджеры                                        | 48         | 17 марта 2019    | 1 марта 2020     | Могучие Рейнджеры: Дино Фьюри Могучие Рейнджеры: Космическая Ярость                                                              |
| Эра Рэйва  |                                                  |                                                       |                                                                         |            |                  |                  | |
| 44         | 魔進戦隊キラメイジャー                           | Mashin Sentai Kirameijā                               | Отряд Машин — Кирамейджеры                                              | 45 + 5 сп. | 8 марта 2020     | 28 февраля 2021  | — |
| 45         | 機界戦隊ゼンカイジャ                             | Kikai Sentai Zenkaijā                                 | Отряд Мира машин — Зенкайджеры                                          | 49         | 7 марта 2021     | 27 февраля 2022  | — |
| 46         | 暴太郎戦隊ドンブラザーズ                         | Abatarō Sentai Donburazāzu                            | Отряд Аватаров — Братья Дон                                             | 50         | 6 марта 2022     | 26 февраля 2023  | — |
| 47         | 王様戦隊キングオージャー                         | Ō-Sama Sentai Kingu-Ōjā                               | Королевский отряд — Кинг-Оджеры                                         | 50         | 5 марта 2023     | 25 февраля 2024  | — |
| 48         | 爆上戦隊ブンブンジャ                             | Bakuage Sentai Bunbunjā                               | Отряд Бакуджо — Бунбумджеры                                             | 48         | 3 марта 2024     | 9 февраля 2025   | — |
| 49         | ナンバーワン戦隊ゴジュウジャ                     | Nanbāwan Sentai Gojūjā                                | Отряд №1 — Гозюджеры                                                    | TBA        | 16 февраля 2025  | 2026             | — |

## Театральные релизы
- 1975: Himitsu Sentai Gorenger
- 1975: Himitsu Sentai Gorenger: The Blue Fortress
- 1976: Himitsu Sentai Gorenger: The Red Death Match
- 1976: Himitsu Sentai Gorenger: The Hurricane Bomb
- 1976: Himitsu Sentai Gorenger: Fire Mountain’S Final Explosion
- 1977: J. A. K. Q. Dengekitai
- 1978: J. A. K. Q. Dengekitai vs. Gorenger
- 1979: Battle Fever J
- 1980: Denshi Sentai Denziman
- 1981: Taiyo Sentai Sun Vulcan
- 1982: Dai Sentai Goggle-V
- 1983: Kagaku Sentai Dynaman
- 1984: Choudenshi Bioman
- 1985: Dengeki Sentai Changeman
- 1985: Dengeki Sentai Changeman: Shuttle Base! Crisis!
- 1986: Choushinsei Flashman
- 1987: Choushinsei Flashman: Big Rally! Titan Boy!!
- 1987: Hikari Sentai Maskman
- 1989: Kousoku Sentai Turboranger
- 1993: Gosei Sentai Dairanger
- 1994: Ninja Sentai Kakuranger
- 1994: Super Sentai World
- 1994: Toei Hero Daishugō
- 1995: Chōriki Sentai Ohranger
- 2001: Hyakujuu Sentai Gaoranger: The Fire Mountain Roars
- 2002: Ninpuu Sentai Hurricaneger: Shushutto The Movie
- 2003: Bakuryū Sentai Abaranger DELUXE: Abare Summer is Freezing Cold!
- 2004: Tokusou Sentai Dekaranger The Movie: Full Blast Action
- 2005: Mahou Sentai Magiranger The Movie: Bride of Infershia ~Maagi Magi Giruma Jinga~
- 2006: GoGo Sentai Boukenger The Movie: The Greatest Precious
- 2007: Juken Sentai Gekiranger: Nei-Nei! Hou-Hou! Hong Kong Decisive Battle
- 2008: Engine Sentai Go-onger: Boom Boom! Bang Bang! GekijōBang!!
- 2009: Engine Sentai Go-onger vs. Gekiranger
- 2009: Samurai Sentai Shinkenger the Movie: The Fateful War
- 2010: Samurai Sentai Shinkenger vs. Go-onger: GinmakuBang!!
- 2010: Tensou Sentai Goseiger: Epic on the Movie
- 2011: Tensou Sentai Goseiger vs. Shinkenger: Epic on Ginmaku
- 2011: Gokaiger Goseiger Super Sentai 199 Hero Great Battle
- 2011: Kaizoku Sentai Gokaiger the Movie: The Flying Ghost Ship
- 2012: Kaizoku Sentai Gokaiger vs. Space Sheriff Gavan: The Movie
- 2012: Kamen Rider × Super Sentai: Super Hero Taisen
- 2012: Tokumei Sentai Go-Busters the Movie: Protect the Tokyo Enetower!
- 2013: Tokumei Sentai Go-Busters vs. Kaizoku Sentai Gokaiger The Movie
- 2013: Kamen Rider × Super Sentai × Space Sheriff: Super Hero Taisen Z
- 2013: Zyuden Sentai Kyoryuger: Gaburincho of Music
- 2014: Zyuden Sentai Kyoryuger vs Go-Busters: The Great Dinosaur Battle! Farewell Our Eternal Friends
- 2014: Heisei Riders vs. Shōwa Riders: Kamen Rider Taisen feat. Super Sentai
- 2014: Ressha Sentai ToQger the Movie: Galaxy Line S.O.S.
- 2015: Ressha Sentai ToQger vs. Kyoryuger: The Movie
- 2015: Super Hero Taisen GP: Kamen Rider 3
- 2015: Shuriken Sentai Ninninger the Movie: The Dinosaur Lord’s Splendid Ninja Scroll!
- 2016: Shuriken Sentai Ninninger vs. ToQger the Movie: Ninja in Wonderland
- 2016: Doubutsu Sentai Zyuohger: The Heart Pounding Circus Panic
- 2017: Doubutsu Sentai Zyuohger vs. Ninninger: Message from the Future from Super Sentai
- 2017: Kamen Rider × Super Sentai: Chou Super Hero Taisen
- 2017: Uchu Sentai Kyuranger The Movie: The Ghess Indavers Counterattack
- 2018: Kaitou Sentai Lupinranger VS Keisatsu Sentai Patranger en Film
- 2019: Kishiryu Sentai Ryusoulger the Movie: Time Slip! Dinosaur Panic
- 2020: Kishiryu Sentai Ryusoulger VS Lupinranger VS Patranger
- 2020: Mashin Sentai Kiramager: Episode Zero
- 2021: Mashin Sentai Kiramager the Movie
- 2021: Kikai Sentai Zenkaiger The Movie: Red Battle! All Sentai Rally!!
- 2021: Kishiryu Sentai Ryusoulger Special Chapter: Memory of Soulmates
- 2021: Saber + Zenkaiger: Superhero Senki
- 2022: Avataro Sentai Donbrothers The Movie: New First Love Hero
- 2023: Ohsama Sentai King-Ohger the Movie: Adventure Heaven
- 2024: Bakuage Sentai Boonboomger GekijōBoon! Promise the Circuit
- 2025: No.1 Sentai Gozyuger the Movie

## Релизы V-Cinema
- 1996: Chōriki Sentai Ohranger: Ohré vs. Kakuranger
- 1997: Gekisou Sentai Carranger vs. Ohranger
- 1998: Denji Sentai Megaranger vs. Carranger
- 1999: Seijuu Sentai Gingaman vs. Megaranger
- 1999: Kyuukyuu Sentai GoGoFive: Sudden Shock! A New Warrior!
- 2000: Kyuukyuu Sentai GoGoFive vs. Gingaman
- 2001: Mirai Sentai Timeranger vs. GoGoFive
- 2001: Hyakujuu Sentai Gaoranger vs. Super Sentai
- 2003: Ninpuu Sentai Hurricaneger vs. Gaoranger
- 2004: Bakuryū Sentai Abaranger vs. Hurricaneger
- 2005: Tokusou Sentai Dekaranger vs. Abaranger
- 2006: Mahou Sentai Magiranger vs. Dekaranger
- 2007: GoGo Sentai Boukenger vs. Super Sentai
- 2008: Juken Sentai Gekiranger vs. Boukenger
- 2010: Samurai Sentai Shinkenger Returns
- 2011: Tensou Sentai Goseiger Returns
- 2013: Tokumei Sentai Go-Busters Returns или Dōbutsu Sentai Go-Busters
- 2013: Ninpuu Sentai Hurricaneger: 10 Years After
- 2014: Zyuden Sentai Kyoryuger: 100 Years After
- 2015: Ressha Sentai ToQger Returns
- 2015: Tokusou Sentai Dekaranger: 10 Years After
- 2016: Come Back! Shuriken Sentai Ninninger: Ninnin Girls vs. Boys FINAL WARS
- 2017: Doubutsu Sentai Zyuohger Returns: Life Received! The Earth’s Monarchs' Decisive Battle!
- 2017: Uchuu Keiji Gavan vs. Tokusou Sentai Dekaranger
- 2017: Uchu Sentai Kyuranger: Episode of Stinger
- 2018: Uchu Sentai Kyuranger vs. Space Squad
- 2018: Engine Sentai Go-Onger: 10 Years Grand Prix
- 2019: Lupinranger VS Patranger VS Kyuranger
- 2021: Kiramager vs. Ryusoulger The Movie
- 2021: Kaizoku Sentai: Ten Gokaiger
- 2022: Kikai Sentai Zenkaiger vs. Kiramager vs. Senpaiger
- 2023: Avataro Sentai Donbrothers VS Zenkaiger The Movie
- 2023: Ninpu Sentai Hurricaneger Degozaru! Shushuuto 20th Anniversary
- 2023: Bakuryu Sentai Abaranger 20th: The Unforgivable Abare
- 2024: Tokusou Sentai Dekaranger 20th: Fireball Booster
- 2024: Ohsama Sentai King-Ohger vs. Donbrothers
- 2024: Ohsama Sentai King-Ohger vs. Kyoryuger
- 2025: Bakuage Sentai Boonboomger vs. King-Ohger

## Спецвыпуски DVD
- 1991: Chojin Sentai Jetman: Jetman’s Lethal Weapon-Graffiti
- 1992: Kyoryu Sentai Zyuranger Dino Video
- 1994: Ninja Sentai Kakuranger Super Video: The Hidden Scroll
- 1995: Chouriki Sentai Ohranger: Super Video Ole! Chouriki Information Bureau
- 1995: Chouriki Sentai Ohranger Member Notebook
- 1996: Gekisou Sentai Carranger Super Video
- 1997: Denji Sentai Megaranger Super Video: You Can Be One Too! A Mega Hero
- 1998: Seijuu Sentai Gingaman Super Video: The Secret Fruit of Wisdom
- 1999: KyuKyu Sentai GoGoFive: Five Lessons of Rescue Spirits
- 2000: Mirai Sentai Timeranger Super Video: All the Strongest Hero Secrets
- 2001: Hyakujuu Sentai Gaoranger Super Video: Showdown! Gaoranger или GaoSilver
- 2002: Ninpuu Sentai Hurricaneger Super Video: Super Ninja vs Super Kuroko
- 2003: Bakuryuu Sentai Abaranger Super Video: All Bakuryuu Roaring Laughter Battle
- 2004: Tokusou Sentai Dekaranger Super Video: Super-Special Technique Showdown! DekaRed или DekaBreak
- 2005: Mahou Sentai Magiranger Special DVD: Great Presentation! The Super Magic of the Gold Grip Phone ~Goru Gooru Goo Goo~
- 2007: Juken Sentai Gekiranger Special DVD: Gyun-Gyun! Fist Great Sage Athletic Meet
- 2008: Engine Sentai Go-Onger Special DVD: it’s a Seminar! Everyone GO-ON!!
- 2009: Samurai Sentai Shinkenger Special DVD: The Light Samurai’s Surprise Transformation
- 2010: Tensou Sentai Goseiger Special DVD: Gotcha☆Miracle! Total Gathering Collection
- 2011: Kaizoku Sentai Gokaiger Special DVD: let’s Do This Goldenly! Расширение ближайшие примерно! 36 Round Gokai Change!!
- 2012: Tokumei Sentai Go-Busters или Beet Buster или J
- 2013: Zyuden Sentai Kyoryuger: It’S Here! Armed On Midsummer Festival!!
- 2014: Ressha Sentai ToQger: Farewell, Ticket! The Wasteland Super ToQ Battle!
- 2015: Shuriken Sentai Ninninger: AkaNinger vs. StarNinger Hundred Nin Battle![15]
- 2018: Kaitou Sentai Lupinranger VS Keisatsu Sentai Patranger: Girlfriends Army